# Firat Arslan
Firat Arslan (født 28. september 1970 i Friedberg, Bayern i Tyskland) er en tysk professionel bokser af tyrkisk afstamning, der er mest kendt for at have vundet WBA titlen i cruiservægt-klassen i en alder af 37 år.

## Professionelle karriere
Arslan begyndte sin professionelle karriere i 1997 og vandt sine første 13 kampe med en aggressiv slåskamp-stil, før han tabte pointafgørelser til Collice Mutizwa og Rüdiger May.
Han har tabt til kendte navne som Guillermo Jones, Steve Herelius, Marco Huck (2 gange) og Yoan Pablo Hernández.